# Jean-Théodore Radoux
Jean-Théodore Radoux (ur. 9 listopada 1835 w Liège, zm. 20 marca 1911 tamże) – belgijski kompozytor i pedagog.

## Życiorys
Był uczniem Josepha Daussoigne-Méhula w konserwatorium w Liège. Studia kontynuował w Paryżu u Jacques’a Fromentala Halévy’ego. W 1859 roku zdobył belgijską Prix de Rome za kantatę Le Juif errant. Od 1856 roku prowadził klasę fagotu w konserwatorium w Liège, w 1872 roku został wybrany dyrektorem tej uczelni. Opublikował monografie poświęcone Josephowi Daussoigne-Méhulowi (1882) i Henriemu Vieuxtempsowi (1891), a także pracę La Musique et les Écoles nationales (1896).
Skomponował m.in. opery Le Béarnais (wyst. Liège 1866) i La Coupe enchantée (wyst. Bruksela 1872), oratorium Cain (1877), poematy symfoniczne Ahasvère and Le Festin de Balthasar i Epopée nationale, a także pieśni kościelne z towarzyszeniem organów.